# レスリー郡 (ケンタッキー州)
レスリー郡（英: Leslie County）は、アメリカ合衆国ケンタッキー州の南東部に位置する郡である。2010年国勢調査での人口は11,310人であり、2000年の12,401人から8.8%減少した。郡庁所在地は唯一の法人化都市であるハイデン市（人口365人）である。
レスリー郡は1878年に設立され、郡名はケンタッキー州知事（在任1871年-1875年）を務めたプレストン・H・レスリーに因んで名付けられた。郡内のどこにおいてもアルコール飲料の販売が禁止されている「ドライ郡」（禁酒郡）である。

## 地理
アメリカ合衆国国勢調査局に拠れば、郡域全面積は404.36平方マイル (1,047.3 km2)であり、このうち陸地404.03平方マイル (1,046.4 km2)、水域は0.33平方マイル (0.85 km2)で水域率は0.08%である。

### 隣接する郡
- ペリー郡 - 北、東
- ハーラン郡 - 南東
- ベル郡 - 南西
- クレイ郡 - 西

## 人口動態
以下は2000年国勢調査による人口統計データである。
| 基礎データ - 人口: 12,401人 - 世帯数: 4,885 世帯 - 家族数: 3,668 家族 - 人口密度: 12人/km2（31人/mi2） - 住居数: 5,502軒 - 住居密度: 5軒/km2（14軒/mi2） 人種別人口構成 - 白人: 97.18% - アフリカン・アメリカン: 0.07% - ネイティブ・アメリカン: 0.09% - アジア人: 0.12% - 太平洋諸島系: 0.02% - その他の人種: 0.05% - 混血: 0.50% - ヒスパニック・ラテン系: 0.62% 年齢別人口構成 - 18歳未満: 24.6% - 18-24歳: 9.2% - 25-44歳: 30.9% - 45-64歳: 2394% - 65歳以上: 11.5% - 年齢の中央値: 36歳 - 性比（女性100人あたり男性の人口） - 総人口: 95.1 - 18歳以上: 91.2 | 世帯と家族（対世帯数） - 18歳未満の子供がいる: 35.5% - 結婚・同居している夫婦: 58.3% - 未婚・離婚・死別女性が世帯主: 12.9% - 非家族世帯: 24.9% - 単身世帯: 22.4% - 65歳以上の老人1人暮らし: 8.7% - 平均構成人数 - 世帯: 2.52人 - 家族: 2.94人 収入と家計 - 収入の中央値 - 世帯: 18,546米ドル - 家族: 22,225米ドル - 性別 - 男性: 28,708米ドル - 女性: 18,080米ドル - 人口1人あたり収入: 10,429米ドル - 貧困線以下 - 対人口: 32.7% - 対家族数: 30.2% - 18歳未満: 38.8% - 65歳以上: 27.0% |

## 都市と町
- ハイデン - 郡庁所在地
- スティネット
- ウートン
- ホスキンストン
- ヘルフォーサートン

## 大衆文化の中で
- 1982年の映画『The Big Lever: Party Politics in Leslie County, Kentucky』はフランシス・モートンが監督し、ホワイツバーグの映画スタジオなどに使われている施設であるアッパルショップで撮影された